# Quintanilla-Riopico
Quintanilla es una localidad situada en la provincia de Burgos, comunidad autónoma de Castilla y León (España), comarca de Alfoz de Burgos, ayuntamiento de Orbaneja Riopico.

## Datos generales
En 2013, cuenta con 48 habitantes. Está situada 1,5 km al este de la capital del municipio, junto a la localidad de Cardeñuela, ambas en el valle del río Pico, afluente del Arlanzón en Gamonal. En la ladera oeste de la Sierra de Atapuerca, junto al aeropuerto de Burgos. Su fiesta patronal es durante la época de invierno, concretamente el 13 de diciembre, en honor a su patrona Santa Lucía, eucaristias, procesión de la patrona, juegos infantiles, verbenas, etc. son un aliciente que hace más agradable la convivencia entre sus vecinos.

## Comunicaciones
- Carretera:  local que rodeando las pistas del aeropuerto comunica con Villafría, atravesando Orbaneja. Por fin y de largo tiempo esperando la Excma Diputación de Burgos ha financiado las obras de realización de la nueva carreratera que han consistido en un arreglo del firme y cunetas desde Villafria hasta Villalval.

A fecha 1 de julio de 2010 está finalizada la obra.

## Situación administrativa
Entidad Local Menor

## Historia
Lugar que formaba parte, del Alfoz y Jurisdicción de Burgos en el partido de Burgos, uno de los catorce que formaban la Intendencia de Burgos durante el periodo comprendido entre 1785 y 1833, tal como se recoge en el Censo de Floridablanca de 1787. Tenía jurisdicción de realengo con alcalde pedáneo.
- Datos: Q6095172